# Dan Boren
Daniel David Boren (Shawnee, 2 agosto 1973) è un politico statunitense, membro della Camera dei Rappresentanti per lo stato dell'Oklahoma dal 2005 al 2013.

## Biografia
Dan è il figlio di David Boren, attuale rettore dell'Università dell'Oklahoma, ex-senatore e ex-governatore dell'Oklahoma.
Boren ottenne un master in gestione aziendale nel 2000. Due anni dopo ottenne un seggio alla Camera dei Rappresentanti dell'Oklahoma, dove rimase fino al novembre 2004. In quel periodo infatti venne eletto al Congresso per rappresentare il secondo distretto congressuale dell'Oklahoma. Boren venne rieletto per altri cinque mandati fino a quando nel 2012 annunciò il suo ritiro dalla Camera.
Boren è un democratico moderato ed era membro della Blue Dog Coalition. Ciò vuol dire che si trova in disaccordo con alcune idee liberali del suo partito; ad esempio nel 2009 si oppose alla decisione del Presidente Obama di chiudere il carcere di Guantanamo. In seguito si è schierato con i repubblicani opponendosi alla riforma sanitaria di Obama.
Fa parte del consiglio di amministrazione della National Rifle Association of America, oltre ad esservi iscritto da molti anni.